# Boris Brodski
Boris Aleksandrowicz Brodski (ros. Борис Александрович Бродский, ur. 1910, zm. 1960) – radziecki scenarzysta. W 1941 roku ukończył WGIK. Autor scenariuszy do radzieckich animacji oraz filmów. Jako scenarzysta filmów animowanych współpracował m.in. z dramaturgiem Michaiłem Papawą.

## Wybrane scenariusze filmowe

### Filmy fabularne
- 1946: Wyspa bezimienna[2]
- 1957: Daleka droga (razem z Michaiłem Romm)

### Filmy animowane
- 1950: Żółty bocian (razem z Michaiłem Papawą)[3]
- 1952: Kasztanka (razem z Michaiłem Papawą)
- 1953: Farbowany lis (razem z Nikołajem Abramow)